# Кречмар, Штефан
Штефан Кречмар (немецкое произношение: [ˈʃtɛfan ˈkrɛtʃmar] ж нем. Stefan Kretzschmar; род. 17 февраля 1973 года, Лейпциг, ГДР) — немецкий гандболист, игравший на позиции левый крайний. Выступал за немецкие клубы «Блау Вайс Шпандау», «Гуммерсбах», СК «Магдебург» и за сборную Германии

## Карьера

### Клубная
Штефан Кречмар воспитанник клуба СК «Динамо» Берлин из ГДР. Кречмар начинал профессиональную карьеру в 1991 году, в немецком клубе Блау Вайс Шпандау. В 1993 году Кречмар перешёл в «Гуммерсбах». В 1996 году Кречмар перешёл в СК «Магдебург», где закончил профессиональную карьеру. В составе СК «Магдебурга» Кречмар выиграл в 2001 году чемпионат Германии, а в 2002 году помог СК «Магдебург» выиграть Лигу чемпионов ЕГФ.

### В сборной
Штефан Кречмар сыграл за сборную Германии 218 матч и забросил 821 мяч.

## Тренерская карьера
В течение мая 2013 года Кречмар был сотренером немецкого клуба СК «Лейпциг».

## Достижения
- Серебряный призёр чемпионате Европы: 2002
- Серебряный призёр чемпионата мира: 2003
- Лучший гандболист года: 2002, 2003
- Победитель чемпионата Германии: 2001
- Обладатель суперкубка Германии: 2007
- Обладатель кубка ЕГФ: 2007
- Победитель Лиги чемпионов ЕГФ: 2002